# Port lotniczy Herāt
Port lotniczy Herat (IATA: HEA, ICAO: OAHR) – port lotniczy położony 10,5 km na południowy wschód od Heratu, w prowincji Herat, w Afganistanie.

## Linie lotnicze i połączenia
| Linie lotnicze         | Kierunki                   |
| ---------------------- | -------------------------- |
| Ariana Afghan Airlines | 1. Kabul                   |
| Kam Air                | 1. Kabul 2. Mazar-i Szarif |